# Krištandol
Krištandol – wieś w Słowenii, w gminie Hrastnik. W 2018 roku liczyła 25 mieszkańców.